# Las Delicias (Málaga)
Las Delicias es un barrio perteneciente al distrito Carretera de Cádiz de la ciudad andaluza de Málaga, España. Según la delimitación oficial del ayuntamiento, limita al nordeste con el barrio de Girón; al sureste, con el barrio Ave María; al suroeste, con el barrio Parque Mediterráneo; y al noroeste con Haza Honda.

## Transporte
En autobús queda conectado mediante las siguientes líneas de la EMT: 
| Línea | Trayecto                  | Recorrido | Frecuencia    |
| ----- | ------------------------- | --------- | ------------- |
| 15    | La Virreina - Santa Paula | Recorrido | 11-12 minutos |
| 7     | Parque Litoral - Carlinda | Recorrido | 12-13 minutos |